# 도쿄 ESP
《도쿄 ESP》(원제: 東京 ESP)는 일본의 애니메이션이다.